# روث غارسيا
روث غارسيا (بالإسبانية: Ruth García)‏ (26 مارس 1987 في إسبانيا - ) هي لاعبة كرة قدم إسبانية في مركز الدفاع. شاركت مع منتخب إسبانيا لكرة القدم للسيدات. أما مع النوادي، فقد لعبت مع نادي برشلونة لكرة القدم للسيدات وLevante UD Femenino ‏.

## وصلات خارجية
- روث غارسيا على موقع الاتحاد الدولي (مؤرشف)  (الإنجليزية)
- روث غارسيا على موقع الاتحاد الأوربي (الإنجليزية)
- روث غارسيا على موقع قاعدة بيانات كرة القدم.إي يو (الإنجليزية)
- روث غارسيا على موقع Soccerway.com (الإنجليزية)
- روث غارسيا على موقع عالم كرة القدم.نت (الإنجليزية)